# Manu Brabo
Manuel Varela de Seijas Brabo (Zaragoza, España, 1981), más conocido como Manu Brabo, es un fotoperiodista español. Actúa como freelancer en lugares de conflicto como Haití, Bolivia, o Kosovo. Fue detenido por el ejército libio el 5 de abril de 2011 durante la rebelión del país africano, y puesto en libertad el 18 de mayo del mismo año. Ganó el premio Pulitzer en 2013. 

## Detención en Libia
En abril de 2011, Manu Brabo cubría como reportero freelance la Rebelión en Libia de 2011. El 5 de abril el vehículo en el que viajaba - junto a los periodistas estadounidenses Claire Morgane Gillis y James Foley, y el sudafricano Anton el Harmmel (quien murió en el hecho) - quedó atrapado por una ofensiva de las tropas leales a Muamar el Gadafi en las cercanías de Brega. Los cuatro periodistas fueron detenidos, y el vehículo destruido según el relato presencial del responsable de seguridad del New York Times.
Las autoridades libias reconocieron y desmintieron sucesivamente su retención. Mayte Carrasco corresponsal freelance en Trípoli confirmó su estancia en un centro de detención, pero no hubo confirmación oficial. El gobierno español optó por el silencio tanto sobre la situación del periodista como del estado de las negociaciones para su liberación.

## Plataforma para su liberación
Con diversos nombres (Plataforma para la liberación de Manu Brabo, MANU BRABO LIBRE YA, FREE MANU BRABO OUT OF LYBIA, ...) amigos, familiares, compañeros y simpatizantes del fotógrafo realizaron diversos actos para hacer constar su situación a la opinión pública. Entre estos actos destacan los homenajes durante los encuentros del Real Sporting de Gijón y del Real Oviedo, así como diversas concentraciones ciudadanas.

## Liberación
Manu Brabo fue puesto en libertad el 18 de mayo de 2011 junto con los otros periodistas con los que fue detenido, trasladándose al hotel Rixos de Trípoli tras ser juzgado y condenado a un año de cárcel el día antes por entrada ilegal en el país. El gobierno español anunció que pasaría la noche en la embajada de España para ser trasladado a Túnez al día siguiente.

## Premios
2011- The Atlanta Photojournalism Seminar: 1st place. Chris Hondros Memorial International News
1st place General News
2012- National Headliner Awards- 1st place and best in show
2012- Alliance of Mediterranean News Agencies Awards. Best Photo 2011-2012
2012- Prix Bayeux-Calvados for War Correspondents. Audience Award
2012- The Atlanta Photojournalism Seminar: 1st place Chris Hondros Memorial International News
1st place General News
2013- POYi 1st place - SPOT NEWS.
2013- China International Press Photo: Silver prize in War and Disaster News Stories.
2013- Overseas Press Club of America. Honorable Mention. The Robert Capa Gold Medal
2013- Pulitzer Prize. Breaking News Photography.
2014- Giornalisti del Mediterraneo, Italy
2015- British Journalism Awards, Photojournalism.
2016- POYi, 2nd. News Picture Story.
2016- Press Awards, UK. "Photographer of the year 2015"
2017- Premio Memorial Joaquín Bilbao
2023 - Premio Joaquín Bilbao